# Kalipolje
Kalipolje (Servisch cyrillisch Калипоље) is een plaats in de Servische gemeente Sjenica. De plaats telt 21 inwoners (2002).